# Andrew McCullough

a Compétitions nationales et continentales officielles uniquement.

b Matchs officiels uniquement.
Andrew McCullough, né le 30 janvier 1990 à Dalby, est un joueur australien de rugby à XIII évoluant au poste de talonneur dans les années 2000. Au cours de sa carrière, il n'a connu qu'un seul club : les Brisbane Broncos. Il a fait ses débuts en NRL avec Brisbane le 17 mai 2008 face à Cronulla, devenant le premier joueur né dans les années 1990 à jouer en NRL.